# Embus
Pour les articles homonymes, voir Embu (homonymie).
 (janvier 2016).
Si vous disposez d'ouvrages ou d'articles de référence ou si vous connaissez des sites web de qualité traitant du thème abordé ici, merci de compléter l'article en donnant les références utiles à sa vérifiabilité et en les liant à la section « Notes et références ».
Les Embus sont une population bantoue d'Afrique de l'Est, vivant principalement au Kenya, dans le district d'Embu de la Province orientale. Au sud se situent les Mbeeres et à l'ouest les Kikuyus et les Amerus.

## Ethnonymie
Selon les sources et le contexte, on rencontre plusieurs formes : Embo, Embou, Embous, Embu-Mbeere, Embus, Waembu.

## Langue
Ils parlent l'embu (ou kiembu), une langue bantoue, dont le nombre de locuteurs était estimé à 429 000 en 1994.

## Mythologie
La mythologie embu affirme que le peuple est originaire de Mbue Njeru, près de la ville de Runyenjes, et que leur dieu, Ngai, créa Mwenendega et lui offrit une ravissante femme, par les chutes du Mbui Njeru, du nom de Ciurunji. Le couple fut béni par la santé et leurs descendants peuplèrent le reste d'Embu.

## Histoire
Si on en croit les informations historiques, les Embus auraient migré depuis le bassin du Congo, de même que les Kikuyus et les Amerus. Ils ont probablement été entraînés par des conflits, comme l'esclavage des Blancs. Ils auraient fui jusqu'à la côte kényane, les anciens de l'éthnie ameru évoquant Mpwa (Pwani ou « la côte ») comme leur origine. De nouveaux, les conflits les auraient rattrapés avec l'esclavage pratiqué par les Arabes et ils auraient été contraints de se retirer au nord-est, à l'intérieur du Kenya, s'installant sur les versants du mont Kenya. Le volcan serait la demeure d'un dieu, le seigneur de la neige (Nyaga ou Njeru signifiant « blanc »), d'où les noms Mwenenyaga ou Mwenenjeru.
Les Embus sont devenus des fermiers qui élèvent également des vaches, des chèvres et des moutons. Les richesses d'un homme sont estimées au nombre de femmes et d'enfants qu'il a. Le chef Muruatetu, par exemple, probablement l'un des plus célèbres Embu avait seize femmes et de nombreux enfants, et est devenu un officier de l'administration respecté sous le gouvernement colonial puis sous le Kenya indépendant. Un village entier porte son nom, ainsi qu'une école.
Les Embus étaient des guerriers qui, bien que pillant rarement les autres tribus, restaient toujours fermes dans la défense de leur territoire et de leurs habitants, notamment contre les Kambas et même les Masaïs. Ils se sont également élevés contre les britanniques dans la révolte Mau Mau pour l'indépendance. Mais leur nombre demeure restreint ce qui explique leur faible impact sur l'histoire nationale.

## Économie
Les Embus vivent sur les pentes du mont Kenya et occupent des terres très fertiles, profitant des deux saisons annuelles pour développer l'agriculture. Les principales productions sont le maïs, les haricots, l'igname, le manioc, le millet, le sorgho, les bananes et les herbes aux flèches, entre autres. De plus, ils élèvent des vaches, des chèvres, des moutons et des poulets, ce qui leur assure de quoi se nourrir et les met quasiment à l'abri de la famine.
Avec le colonialisme, de nombreuses cultures ont été introduites, ce qui a offert au fil des décennies une ressource économique alternative aux habitants. Les plus importantes de toutes sont le café, le thé et les noix du Queensland. La majeure partie est revendue.
En raison de la démographie, et du partage des terres entre chaque descendant masculin, les parcelles ont été fragmentées de manière critique en faisant perdre de leur rentabilité. Ainsi, les Embus se sont tournés vers l'industrie et ont adopté des modes de vie modernes, en s'intégrant dans les milieux scolaires et universitaires et dans les entreprises.
Le tourisme, avec principalement le mont Kenya en destination privilégiée des occidentaux, est une source de revenus grandissante pour les Embus.